# Крістап Бахман
Крістап Оттонович Бахман (латис. Kristaps Bahmanis) (7 лютого 1867 — 12 березня 1942) — латвійський дипломат, громадсько-політичний діяч. Визнаний урядом Української Держави консулом Латвії в Києві (1918).

## Життєпис
Народився 7 лютого 1867 року у волості Ніртрасу, «Стриптікі». Брав активну участь у революції 1905 року. У 1907 році емігрував до Швейцарії.
З 1914 року працював нотаріусом у Бауска. Під час Першої світової війни працював у Центральному комітеті біженців (1915—1918 рр.). У 1917 році Бахман був членом тимчасової земельної ради Курляндії, секретарем Латвійської тимчасової національної ради.
Після проголошення незалежності України Українською Центральною Радою 25 січня 1918 року, Латвійська тимчасова національна рада висунула його як свого представника в Україні в якості консула в Києві.
З 1918 по 1920 рр. був головою Латиського центрального комітету в Україні, а також представником Латвії на Півдні Росії, в Україні, Криму, Дону, Кубані, Грузії та Вірменії.
Обирався до Латвійського парламенту 1-го і 2-го Сейму, де представляв молодіжну спілку Латвії. Після невдалого початку роботи партії 3-й виборчий процес в Сейм приєднався до Прогресивного альянсу, з якого Крістап Бахман був обраний до 4-го Сейму.
Він помер під час німецької окупації 12 березня 1942 року у своїй квартирі в Ризі. Похований на Ризькому лісовому цвинтарі.